# Declaração de Guerra (álbum)
Declaração de Guerra é o segundo álbum de estúdio do cantor de rap brasileiro MV Bill. Foi lançado em 9 de junho de 2002, pela Natasha Records.

## Faixas
| Declaração de guerra |                               |                              |                                |         |  |
| N.º                  | Título                        | Compositor(es)               | Produtor(es)                   | Duração |  |
| 1.                   | "Soldado Morto"               | MV Bill                      | DJ Luciano Rocha               | 7:37    |  |
| 2.                   | "Emivi"                       | MV Bill                      | Daniel Ganjaman DJ Zegon       | 3:33    |  |
| 3.                   | "Só Deus Pode Me Julgar"      | MV Bill                      | DJ Luciano Rocha               | 6:56    |  |
| 4.                   | "Cidadão Comum Refém"         | Charlie Brown Jr., MV Bill   | DJ Luciano Rocha               | 6:39    |  |
| 5.                   | "Camisa de Força"             | MV Bill KL Jay               | DJ Luciano Rocha               | 6:02    |  |
| 6.                   | "Só Se For "D""               | K-Milla, Nega Gizza, MV Bill | DJ Luciano Rocha               | 4:32    |  |
| 7.                   | "Dizem Que Sou Louco"         | MV Bill Hyldon               | DJ Luciano Rocha               | 3:34    |  |
| 8.                   | "Mina de Fé"                  | MV Bill Djavan               | DJ Luciano Rocha               | 4:58    |  |
| 9.                   | "L. Gelada - 3 da Madrugada"  | MV Bill                      | DJ Luciano Rocha               | 7:21    |  |
| 10.                  | "Inconstitucionalissimamente" | MV Bill                      | Ganja Man Zé Gonzales DJ Primo | 1:03    |  |
| 11.                  | "Marginal Menestrel"          | MV Bill Mano Juca Gordo      | DJ Raffa                       | 5:23    |  |
| 12.                  | "Testemunho"                  | MV Bill                      | DJ Raffa                       | 8:13    |  |
| 13.                  | "Fé em Deus"                  | Buiú da doze, K-Milla        | DJ Luciano Rocha               | 5:14    |  |
| 14.                  | "Declaração de Guerra"        | MV Bill                      | DJ Luciano Rocha               | 7:09    |  |

## Prêmios
| Ano  | Prêmio       | Categoria                 | Ref   |
| ---- | ------------ | ------------------------- | ----- |
| 2009 | Prêmio Hutúz | Melhores álbuns da década | [ 3 ] |